# Klub putnika
Klub putnika je udruga koja okuplja avanturistički nastrojene putnike. Pri tome je naglasak na samostalnim putovanjima koja sadrže istraživačku dimenziju, i najčešće se raliziraju s veoma skromnim financijskim sredstvima. Klub putnika se zalaže za istraživanje i dokumentiranje skrivenih kutaka kako kako geografski i kulturološki bliskog, balkanske regije, tako i cijelog svijeta. Najjednostavnije rečeno, Klub predstavlja regionalni centar za putničku kulturu, putopisni časopis i servis za samostalna putovanja. Okuplja putnike, putopisce, zaljubljenike u raznolikost naše planete.

## Udruga
Klub putnika nastao je 2005. godine, kao rezultat potrebe mladih ljudi iz Srbije vidjeti i obići svijet unatoč restriktivnom  viznom režimu i skromnim financijskim sredstvima. Moto Kluba putnika je da svatko može putovati po svijetu, i da putovanje, najčešće, ne košta više nego ostanak kod kuće. Članovi Kluba se na svojim putovanjima oslanjaju na  autostop, dugo pješačenje, jeftine vlakove, gostoprimstvo lokalnog stanovništva, a često spavaju i u šatoru ili pod vedrim nebom. Zbog prirode svojih putovanja, članovi Kluba neprestano dolaze u dodir s domaćim  stanovništvom, što im omogućuje bolje upoznavanje krajeva kroz koje prolaze. Članovi Kluba putnika okupljaju se jednom godišnje, krajem svibnja mjeseca, kojom prilikom se zajedno noću penju na vrh neke  planine. Do sada, ova okupljanja organizirana su u Srbiji.
Internet stranice Kluba putnika postavljene su istodobno s osnivanjem Kluba, u ožujku 2005. godine, i predstavljaju putničku  enciklopediju u elektroničkoj formi, nastalu doprinosima posjetitelja. Sadrži detaljne informacije o različitim tehnikama samostalnih putovanja, informacije o viznim režimima za 200 država [nedostaje izvor], kao i tekstove i fotografije s putovanja koja su izveli članovi i prijatelji Kluba. Interesantan je i projekt "Autostoperski vodič kroz Srbiju" s kartama i detaljnim opisima najboljih mjesta za autostop u Srbiji. Sajt, koji se razvija doprinosima posjetitelja, sadrži blizu 10.000 stranica, i predstavlja jedinu stranica te vrste na srpskohrvatskom jeziku i najveće okupljalište samostalnih putnika s ovog govornog područja na internetu.
Od ljeta 2012. godine Klub organizira projekt pod nazivom Putnička kuća. Putnička kuća je projekt koji se realizira jednom godišnje, svakog ljeta. Novcem koji se zajedno prikuplja, od donacija posjetitelja sajta kluba, iznajmljuje se stan negdje u svijetu, koji se pretvara u privremenu bazu za istraživanje regije, u kojoj svako može besplatno boraviti. Cilj putničke kuće je da se putnici iz cijelog svijeta međusobno upoznaju, povežu, razmjene priče i iskustva. To je jedan mali korak ka izgradnji globalne kulture samostalnih, istraživačkih i kreativnih putovanja.

## Povijest
Aktivnosti Kluba obuhvaćaju istraživanje i dokumentiranje raznolikosti svijeta, kao i proučavanje i promociju alternativnih načina putovanja. Članovi Kluba putnika izveli su više samostalnih transkontinentalnih ekspedicija, a sakupljeni materijal prezentiran je tekstovima i fotografijama na sajtu Kluba, kao i putujuća izložba dokumentarne putničke fotografije koja je do sada postavljena na više mjesta u Srbiji i  Bosni. Članovi Kluba putnika najčešće putuju na  Bliski i Daleki istok, kao i u sjevernu  Afriku. Međutim, daleko najčešća destinacija je upravo Balkan i okolne zemlje, jer svako istraživanje svijeta započinje upravo od istraživanja vlastite sredine.

## Samostalna putovanja
Samostalno putovanje je putovanje kod kojeg putnik samostalno smišlja svoju rutu i provodi u djelo. Putnik sam rješava logističke probleme smještaja, prijevoza i prehrane, putuje s najčešće skromnim financijskim sredstvima, i izbjegava popularne destinacije komercijalnog turizam | turizma. Kako nije ograničen na utabane staza masovnog turizma, na raspolaganju mu stoji cijela planeta. U općem slučaju, samostalno putovanje ne mora koštati više nego ostanak kod kuće, te nije luksuz za koji je potrebno štedjeti mjesecima ili godinama, nego je svakome dostupno. Ovo se odnosi kako na kraća putovanja po Srbiji i  Balkanu, tako i na duga transkontinentalna putovanja koja traju po nekoliko mjeseci i tijekom kojih se prijeđe i po nekoliko desetaka tisuća kilometara.
Članovi Kluba putnika pripremaju se za putovanje istraživanjem  literature o mjestima koja planiraju posjetiti, ljudima koji tamo žive, njihovim  vjerovanjima, povijesti, običajima,  jeziku itd. Na putovanju promatraju, razgovaraju s ljudima, i trude se što bolje upoznaju sredinu u kojoj se trenutno nalaze. Po povratku kući, iskustva i saznanja s putovanja dijele se s drugim ljudima, pisanjem različitih vrsta tekstova -  putopisnih ili strogo informativnih, organiziranjem izložbi fotografija, držanjem predavanja i slično.

## Vanjske poveznice
- Klub putnika